# Bruno Labbadia
Bruno Labbadia (født 8. februar 1966 i Darmstadt, Vesttyskland) er en tidligere tysk fodboldspiller og nuværende træner.